# Egon Hunger
Egon Hunger (* 30. Mai 1926 in Leipzig) ist ein deutscher Gebrauchsgrafiker.

## Leben und Werk
Hunger absolvierte von 1940 bis 1942 in Leipzig eine Lehre als Schriftsetzer und arbeitete dann in seinem Beruf. Von 1961 bis 1966 studierte er an der Hochschule für Grafik und Buchkunst Leipzig. Ab 1967 war er Künstlerischer Leiter des VEB Fachbuchverlag in Leipzig.
Er gestaltete insbesondere Fachbücher, außer für den Fachbuchverlag auch für den Verlag S. Hirzel und den Deutschen Verlag für Musik, und Ausstellungskataloge.
Hunger war Mitglied des Verbands Bildender Künstler der DDR.
1972 gehörte er zu den Siegern des Wettbewerbs Die schönsten Bücher der DDR (mit Ernst Rohloff: Die Quellenhandschriften zu Musiktraktat des Johannes de Grocheio).

## Teilnahme an zentralen und wichtigen regionalen Ausstellungen in der DDR
- Leipzig: mehrere Bezirkskunstausstellungen
- 1967/1968: Dresden, VI. Deutsche Kunstausstellung
- 1989: Leipzig („Hochschule für Grafik und Buchkunst Leipzig, 1945–1989“)